# الثورة الشرقية
الثورة الشرقية (بالبرتغالية: Revolta do Leste‏)، هي منظمة قومية أنغولية قاتلت في الحرب من أجل الاستقلال عن البرتغال تحت قيادة دانيال شيبيندا. استمدت المنظمة دعمها من جماعة أوفيمبوندو العرقية.
في مايو 1966، أنشأ تشيبيندا، الذي كان وقتها عضوًا في الحركة الشعبية لتحرير أنغولا، الجبهة الشرقية، مما أدى إلى توسيع نطاق الحركة الشعبية لتحرير أنغولا بشكل كبير. عندما انهارت جبهة تحرير مورو الإسلامية، ألقى كل من تشيبيندا وزعيم الحركة الشعبية لتحرير أنغولا، أغوستينو نيتو، باللوم على الفصائل الأخرى. في عام 1972، تحالف الاتحاد السوفيتي مع فصيل تشيبيندا، وقدم له المساعدة. كما تلقت الثورة الشرقية مساعدات من حكومتي زامبيا  وجنوب إفريقيا. غادر تشيبيندا الحركة الشعبية في عام 1973، وأسس الثورة الشرقية مع 1500 من أتباع الحركة الشعبية السابقين. وكان حذراً من الاتحاد السوفياتي، على الرغم من دعمه.
في عام 1973، دعا الاتحاد السوفيتي نيتو إلى موسكو وأخبره أن تشيبندا يخطط لاغتياله. على الرغم من انضمام تشيبندا إلى جبهة التحرير الوطنية لأنغولا في سبتمبر 1974  استمر وجود الثورة الشرقية وقاتلت ضد الحركة الشعبية لتحرير أنغولا في فبراير 1975.